# 社会认知理论
社会認知理论 (Social Cognitive Theory)是美国心理学家阿尔波特·班杜拉提出的社會心理學基础理论，这一理论源于行为主义学派的强化学习理论——即学习，本质上说是受到增強與惩罚的影响，而改变了行为的发生概率。例如，小孩说真话，得到了糖果奖励，以后他傾向於更多说真话；小孩说谎话，得到了糖果，以后他傾向於更多地说谎话。
而社会認知理论则认为，不仅加诸于个体本身的刺激物可以让其获得或失去某种行为，观察别的个体的社教化学习过程也可以获得同样的效果。例如，小孩看到幼儿园老师夸赞彬彬有礼的小朋友，并且给其糖果吃，等到他（她）见到幼儿园老师，也会彬彬有礼；而小孩其他特質如性別角色等也是從社會環境學習而來的。
社会認知理论的这个论断，从在常识看是走了一小步，从在科学上看是了一大步。通过这种理论，行为主义学派的增強理论被用来解释许多社会心理学问题。社会心理学第一次拥有了改造社会的理论。自社会心理学理论出现之后，大量的电视报道、討論会便随之出现，社会管理者开始更多地注意示范作用。榜样的教育意义被空前重视起来。